# Franciszek Szymura
Franciszek Szymura (ur. 7 grudnia 1912 w Dortmundzie, zm. 18 maja 1985 w Warszawie) – polski bokser, dwukrotny wicemistrz Europy, olimpijczyk.

## Życiorys
Z zawodu był ślusarzem samochodowym. Jeden z wielu bokserów, którzy z wielkim powodzeniem startowali przed II wojną światową, jak i po jej zakończeniu. Walczył w wadze półciężkiej. Największe sukcesy odniósł zdobywając dwukrotnie srebrny medal na mistrzostwach Europy w Mediolanie 1937 i Dublinie 1939, dwukrotnie ulegając w finale Luigi Musinie z Włoch. 
Po wojnie dwa razy startował w mistrzostwach Europy w Dublinie 1947 i Oslo 1949, za każdym razem dochodząc do ćwierćfinału. Ćwierćfinał osiągnął także w swym jedynym starcie olimpijskim w Londynie 1948 (przegrał z późniejszym brązowym medalistą, Argentyńczykiem Mauro Cía).

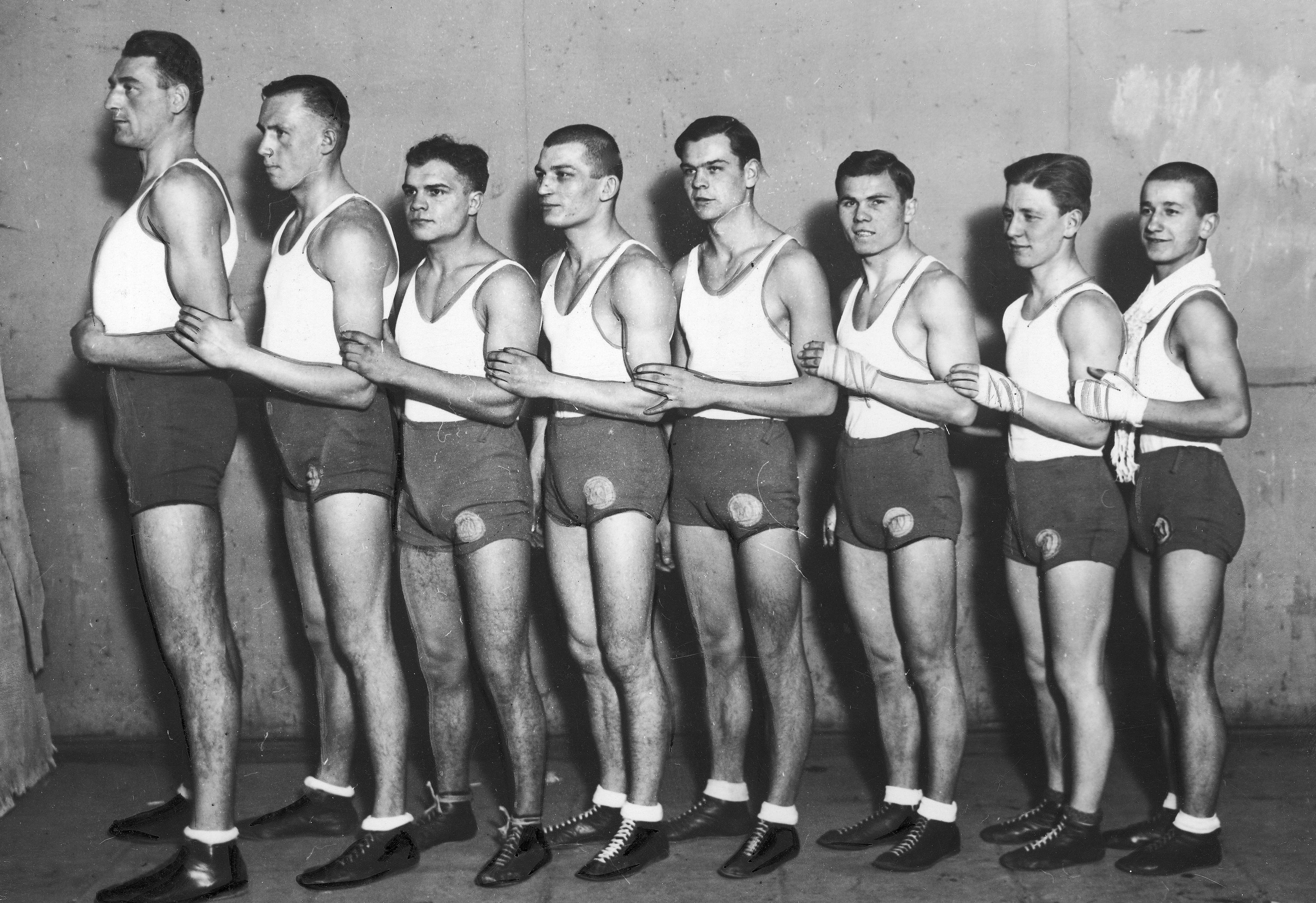
Drużyna bokserska Warty Poznań (1935). Stoją od lewej: Stanisław Piłat, Franciszek Szymura, Antoni Kruszyna, Janisław Sipiński, Władysław Jarecki, Tadeusz Rogalski, Wincenty Wirski i Edmund Sobkowiak

Był 10-krotnym mistrzem Polski w wadze półciężkiej (1935, 1936, 1937, 1939, 1946, 1947, 1948, 1949 i 1950), zaś w 1951 zdobył brązowy medal.
W latach 1931–1948 był zawodnikiem Warty Poznań, z którą czterokrotnie zdobywał drużynowe mistrzostwo Polski w latach 1935–1939, a od 1949 do 1951 występował w barwach Gwardii Warszawa (drużynowe mistrzostwo Polski 1950).
Był także wyróżniającym się koszykarzem, uczestnikiem mistrzostw Europy w 1946.